# Apache Continuum
Apache Continuum, партнёр Apache Maven, — инструмент непрерывной интеграции программного обеспечения на платформе Java, нацеленный на автоматизацию процесса сборки. Управление и просмотр информации о сборках осуществляется через веб-интерфейс. Интегрируется с Apache Ant, различными системами управления версиями.
Является открытым программным обеспечением, распространяется под Apache 2.0 licence лицензией.
Во многом схож с CruiseControl — если билд поломан, то Continuum отправляет e-mail девелоперам.
Для добавления проекта в Continuum используется pom.xml.